# Kölpény
Kölpény (szerbül Кулпин / Kulpin, szlovákul Kulpín) település Szerbiában, a Vajdaságban, a Dél-bácskai körzetben, Petrőc községben.

## Fekvése
Újvidéktől 25 km-re északnyugatra, Petrőc északi szomszédjában fekszik.

## Története
Kölpény (Kulpin) a varég normannok Kölpény törzsének nevét viselő település, nevét már Anonymus is megemlítette elbeszélésében. Kölpény az egykori Bács-Bodrog vármegye egyik legrégibb települése, mely népes település lehetett már IV. Béla király idejében is.
Kölpény neve már 1193-ban szerepelt Culpen néven.
1345-1348. között Kurpee, 1418-1442-ben pedig Kwlpy alakban említették.
1232-1270. körül IV. Béla király adományozta a települést a Csák nemzetségből származó Pós (Pows) fia (Pósfi Ugrin) őseinek.
1345-ben Pósfi Ugrin fia, Miklós mester birtoka volt, melynek egynegyed részét Mihály fiának comes Stephanusnak ajándékozta szolgálatai elismeréséül, a másik kétharmad rész pedig Alpári Pongrácz fiai Bertalan, István és Demeter kapták meg.
1418-ban az Újlakiaké, Újlaki Imre birtoka volt.
1442-ben pedig Újlaki Miklós erdélyi vajda, macsói bán, székely- és temesi gróf birtoka volt.
A török korban a lakosság elmenekült, helyükre szerbek költöztek. Ekkor változott át neve is Kulpin-ra.
1554-ben a török defterek adatai alapján 3 ház állt a településen, 1570. körül 6 ház, 1590-ben pedig húsz adózó ház állt itt.

## Népesség

### Demográfiai változások
| 1948 | 1953 | 1961 | 1971 | 1981 | 1991 | 2002 | 2011 |
| ---- | ---- | ---- | ---- | ---- | ---- | ---- | ---- |
| 3578 | 3728 | 3742 | 3312 | 3226 | 3203 | 2976 | 2775 |

## A falu szülöttei
- Itt született Milan Michal Harminc (1869–1964) szlovák építész
- Itt született 1830-ban Brankovics György magyarországi szerb ortodox pap, 1882-től temesvári görög keleti püspök, 1890-től karlócai metropolita, valóságos belső titkos tanácsos, mecénás.

## Galéria

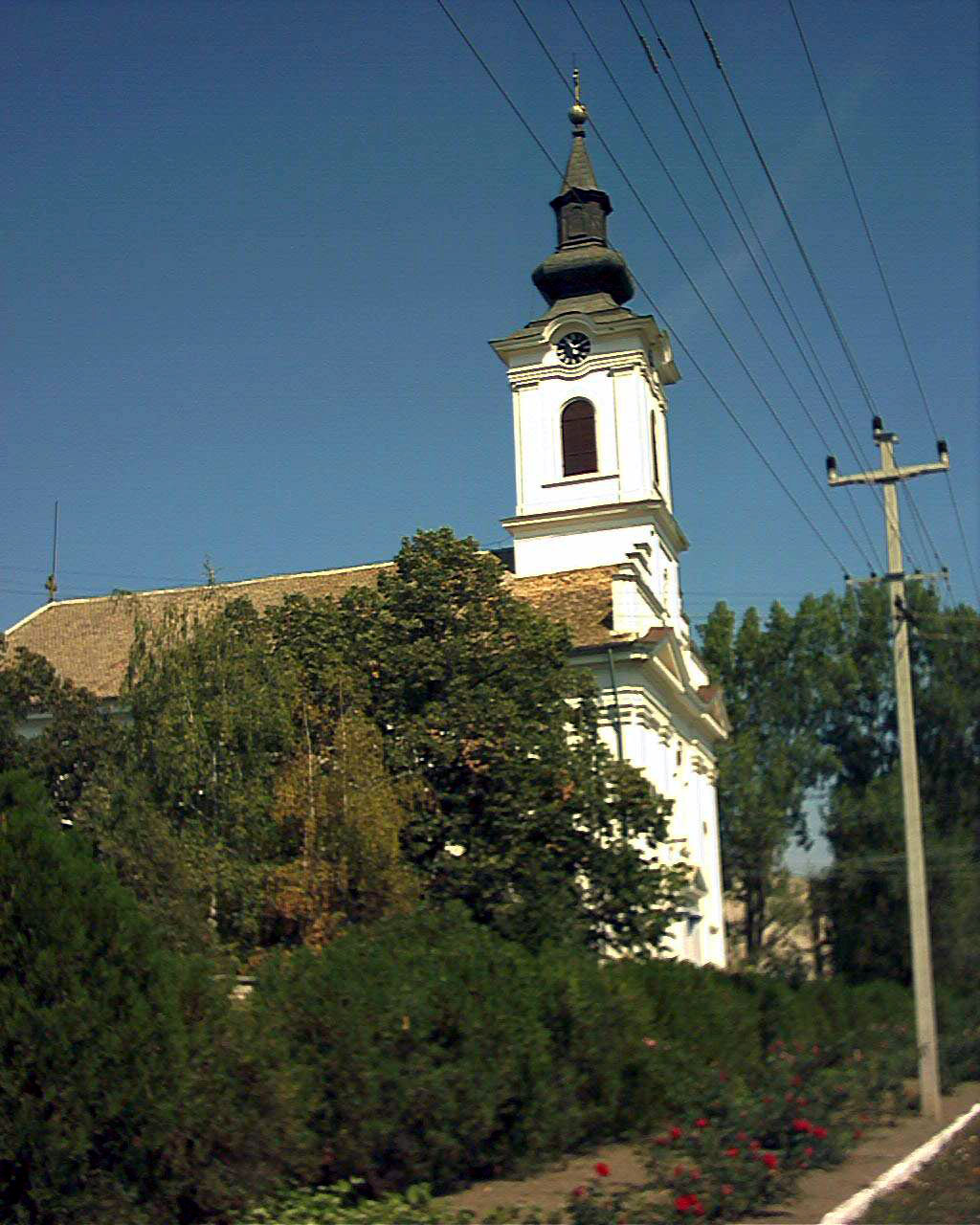
Az evangélikus templom
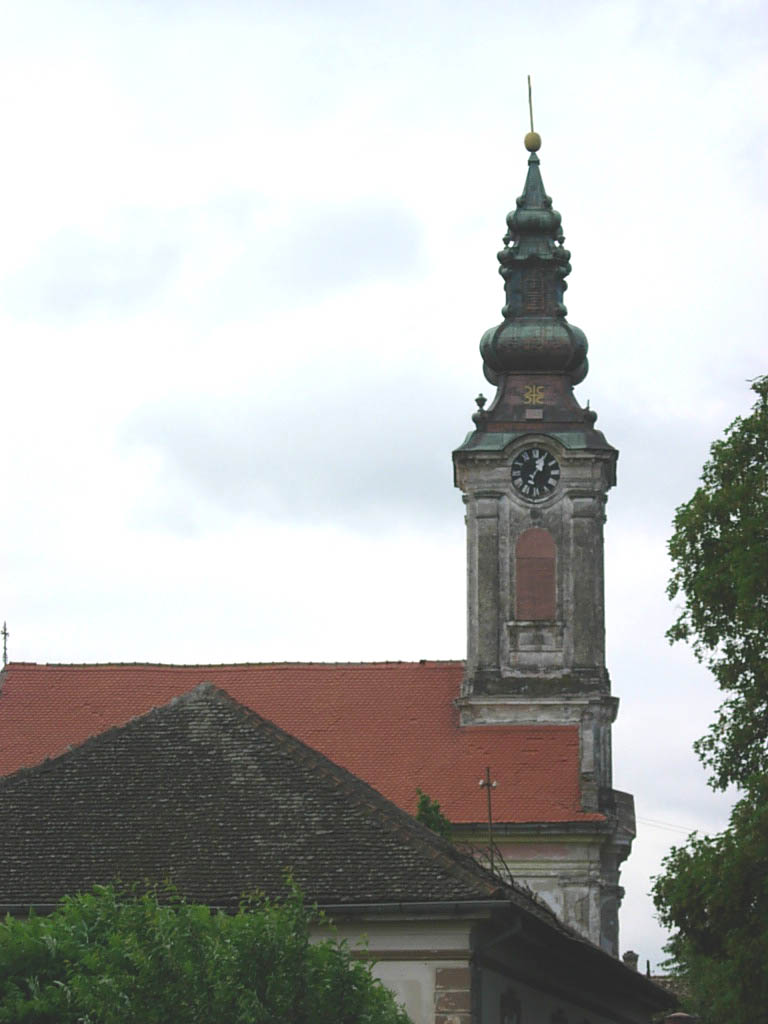
A görögkeleti templom
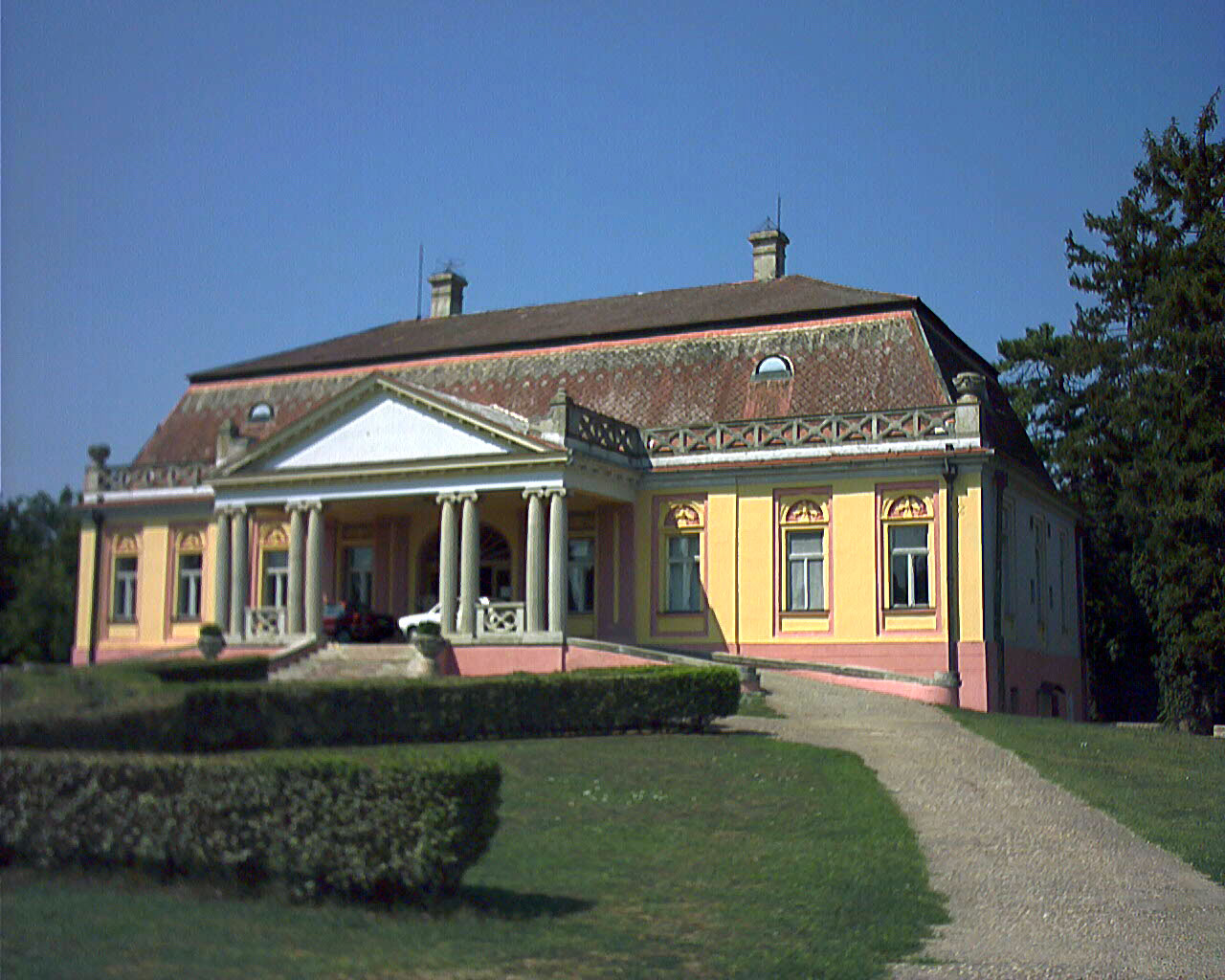
A Sztratimirovics család kastélya